# Micho Dukov
Micho Dukov, född den 29 oktober 1955 i Sliven, Bulgarien, är en bulgarisk brottare som tog OS-silver i fjäderviktsbrottning i fristilsklassen 1980 i Moskva. 